# NG騎士檸檬汽水&40
《NG騎士檸檬汽水&40》，是葦製作（葦プロダクション，即今Production Reed）製作並於1990年4月6日到1991年1月4日在東京電視台播放的日本電視動畫，全部共38集。之後在1991年及1993年推出了兩部OVA，分別為《NG騎士檸檬汽水&40 EX 畢克龐貝達城冒險 愛的狂瀾大作戰（NG騎士檸檬汽水&40 EX ビクビクトライアングル 愛の嵐大作戦）》。
1996年推出的『VS騎士檸檬汽水&40炎』是本作的續作。
※「ラムネRamune」是日本「彈珠汽水」的名稱，其外來語由來是英文的檸檬汽水「lemonade」；「檸檬汽水」為台灣中都卡通台翻譯，另「NG騎士」為香港亞視1992年譯名。

## 故事簡介
故事開頭為一位十分熱血並且愛好電玩的小學生─馬場檸檬，在某日以10日圓買到了一款名為「KING SCCASHER」（霸王鮮果汁）的遊戲，在遊戲全破時，突然有一個神秘女孩從電視裡跑出來並把馬場檸檬拉到另一個世界（「心跳加速空間」中的「哈拉哈拉世界」）。原來馬場檸檬是另一個世界中被選定的勇者「檸檬汽水」，於是他們一行人為了打倒傳說中的「妖神頌五力」而開始四處旅行找回其他的守護騎士。

## 故事舞台
心跳加速空間
另一個類似宇宙的空間。
哈拉哈拉世界
「心跳加速空間」中的一個世界，為本故事的核心。
阿拉拉王國
由阿拉拉·可拉拉·優酪乳三世統治且為哈拉哈拉世界中最大的國家，傳說曾經拯救世界的「神聖三姊妹」（第一代）的出生地也在此。
匆匆城
「妖神頌五力」所在處。
檸檬蘇打水聖地
供奉傳說中的勇者「檸檬汽水」的聖地。
金屬硬幣世界
「守護騎士」、「破壞戰士」居住的世界。

## 登場人物
※以下人物年齡皆以TV版為主，EX比TV版多三歲，DX比TV版多六歲。

### 命運的勇者
馬場檸檬（(港譯)勒姆尼，聲優：（日本）草尾毅、（台灣）李明幸、（香港）林保全）（第二代勇者檸檬汽水）
- 生日：5月5日
- 年齡：10歲

本故事的主角，黑色的頭髮和瞳孔為其特徵。喜歡的食物是煎蛋，非常喜歡電玩，很開朗且富有正義感的小學生，但為人十分好色，平常有點呆呆的，不太會表達自己內心的感受，不過偶爾也有正經的一面。
把一款名為「KING SCCASHER」的遊戲全破之後，被牛奶強行拉到異世界成為傳說中的「檸檬汽水」並拯救世界。馬場檸檬在異世界中幾乎都被稱為「檸檬汽水」。隨著故事的發展，漸漸與牛奶產生好感。他的口頭禪是「我現在猛烈的覺得熱血沸騰」。

达赛伊达/蘋果酒（(港譯)西達，聲優：（日本）矢尾一樹、（台灣）李香生、（香港）陳永信）（第二代勇者蘋果酒）
- 生日：1月1日
- 年齡：15歲。

前任炸春捲的軍團戰鬥隊長，在故事前半段一直是檸檬汽水們的敵人，在故事中期發現自己的真實身份後離開炸春捲並成為檸檬汽水們的夥伴（5000年前的蘋果酒是傳說中與第一代檸檬汽水並肩作戰的勇者サイダー），喜歡著鮮檸汁，是本動畫中最搞笑的人（其實也可以說是最難笑……）。
藍色頭髮和黑色瞳孔為其最大特徵，特別的是他沒有長耳，所以有可能跟檸檬汽水一樣來自地球（其來歷為謎）。
他的興趣和專長是愛說無聊笑話（要是沒有人笑，就會開始拿出機關槍開始瘋狂大掃射，一直到別人笑為止，可惜都沒人笑過）。另外他還有一個自稱的綽號叫「愛情殺手」。口頭禪是「笑啊～～快點笑啊！你們為什麼不笑啊～～！」

### 哈拉哈拉世界使者
牛奶（(港譯)米露，聲優：橫山智佐、（台灣）龍顯蕙、（香港）朱妙蘭）
- 生日：不明
- 年齡：10歲

本故事的女主角，是阿拉拉王國的第三公主（神聖三姊妹的么女），桃紅色的頭髮和瞳孔、長耳為其特徵。食量異常的大，非常喜歡吃東西。個性好強，不服輸且很容易生氣，沒什麼耐性不過也有溫柔的一面，生氣時頭髮的兩旁會往上翹得像牛角一樣。
牛奶是在故事一開始時強行推銷電子遊戲「KING SCCASHER」給馬場檸檬，之後又把他強行拉進哈拉哈拉世界的人，隨著故事的發展，漸漸對檸檬汽水產生好感，但由於兩人都還是小孩，所以並沒有特別注意到。
可可亞（(港譯)微豆，聲優：玉川紗己子、（台灣）朱憶華、（香港）沈小蘭）
- 生日：不明
- 年齡：14歲

阿拉拉王國的第二公主（神聖三姊妹的次女），紫的頭髮和瞳孔、長耳為其特徵，戴著非常高度數的眼鏡，拿下眼鏡時是個超級大美女。有著「皇帝不急，急死太監」的個性，擅長做精密計算及製做、操縱機械。口頭禪是「哎呀呀」、「檸檬汽水，現在沒有時間讓你在那慢慢……了」。

雷斯卡/鮮檸汁（(港譯)麗斯嘉，聲優：松井菜櫻子、（台灣）龍顯蕙、（香港）曾秀清）
- 生日：不明
- 年齡：16歲

金黃色頭髮額前一撮頭髮為深藍色、紅色瞳孔。真實身份是咖啡歐蕾（カフェオレ），為阿拉拉王國的第一公主（神聖三姊妹的長女），是未來阿拉拉王國的下一任國王。在故事前期與蘋果酒一樣被炸春捲洗腦，自稱是炸春捲的美人秘書，每次皆與蘋果酒搭檔出擊對抗檸檬汽水，然後一起被打飛。在故事中期發現自己真實身份後離開炸春捲並成為檸檬汽水們的夥伴。恢復身分之後，深藍色頭髮轉為金色，變回長耳。
鮮檸汁非常愛漂亮，每次登場時往往不是在照鏡子就是化妝，而且十分愛錢，個性強悍，有大姐頭的樣子。

### 顧問機器人
蛋Q（(港譯)ＱＱ，聲優：神代知衣、（台灣）朱憶華、（香港）龍德瓊、DX：黃玉娟）
- 生日：不明
- 年齡：5000歲以上

位於檸檬汽水肩膀上的顧問機器人，外觀看起來像一顆饅頭，在他的故鄉有個女朋友「樂P妹妹」。5000年前曾與第一代檸檬汽水並肩作戰過。常常給予檸檬汽水建言，正義感很強，不過偶爾也會嘮嘮叨叨的。
他的最大功用為檸檬汽水能從其頭頂投入硬幣，之後蛋Q吐出蛋召喚出守護騎士（只有「妖姬西打龍」不是由他召喚）。
蛇魚子（(港譯)米達歌，聲優：TARAKO、（香港）徐愛貞）
- 生日：不明
- 年齡：不明

炸春捲製做的蛇型顧問機器人，功能與蛋Q相同，能召喚「妖姬西打龍」，平常待在蘋果酒的肩膀墊中。蛇魚子稱呼蘋果酒為「Darling」（親愛的），與鮮檸汁是情敵關係。常常對鮮檸汁說「醜八怪大姐」、「SPP大姐」、「歇斯底里女」之類的話。
在蘋果酒與檸檬汽水成為夥伴後，蛇魚子沒有叛逃回炸春捲的身邊，反而毅然決然跟隨了蘋果酒。她也是世界上唯一覺得蘋果酒笑話好笑的人。

### 敵對人物
炸春捲（聲優：飯塚昭三、（台灣）胡大衛、（香港）黃志成）
想要征服世界的邪惡法師，企圖讓「妖神頌五力（妖神ゴブーリキ）」復活，真實身份就是被第一代檸檬汽水封印住的「妖神頌五力」的精神體狀態，在「妖神頌五力」復活後即與其一體化。在故事前半段向蘋果酒與鮮檸汁洗腦使其成為自己的助手。很可能也基於古希腊語 Harmagedōn/Armageddon （新約聖經里的末日戰地）的发音重排。
妖神頌五力／妖神ゴブーリキ
- 聲優：飯塚昭三

炸春捲的本尊，在5000年後又再度復活，擁有史上最強大的力量，是最後的敵人。很可能是基於日語蟑螂的发音重排。
贝品
：效命雷斯卡和达赛伊达的女战斗员

### 週邊人物
阿拉拉·可拉拉·優酪乳三世（聲優：肝付兼太、（台灣）李香生，（香港）葉少榮）
阿拉拉王國的現任國王，神聖三姊妹的父親。
木乃伊老婆婆（聲優：京田尚子、（台灣）龍顯蕙）
自稱在5000年前和第一代檸檬汽水一起作戰的勇者之一，時常給予檸檬汽水許多建議和方法。同時也是第一代可可亞公主(見小說)
樂P（聲優：西原久美子）
居住在檸檬汽水聖地，等待蛋Q回來，與蛋Q是戀人的關係。

## 登場機體
除了戰鬥外，守護騎士、守護步兵、破壞戰士都生活在「心跳加速空間」的「金屬硬幣世界」中，只有受到召喚才會離開該世界。此外，「NG騎士檸檬汽水&40」的「40」就是來自於8位守護騎士＋8位守護步兵＋10位破壞戰士＋10位破壞忍者＋4位破壞四天王共40位。

### 守護騎士
在守護騎士中只有兩台可以供人騎乘，根據駕駛者的能力及技術能夠發揮100％的性能。一般認為這兩台守護騎士沒有自己的靈魂，不過從「妖姬西打龍」為了抵抗炸春捲的詛咒而自我封印這件事可以得知這兩台守護騎士其實也有自我意識。

### 國王
能變成雄獅型態的守護騎士。
- 霸王鮮果汁／キングスカッシャー：小杉十郎太聲

キングスカッシャー的真正意義是指國王加果汁。機體顏色為金黃色。
當檸檬汽水熱血沸騰時，可以轉換型態變成獅子武士(サムライオン)。

### 皇后
能變成黑豹型態的守護騎士。
- 妖姬西打龍／クィーンサイダロン：松本保典聲

クィーンサイダロン的真正意義是指皇后加碳酸水。機體顏色為黑色。
當蘋果酒血壓上升到極限時可以變成亞力邦賽(ヤリパンサー)。

### 騎士
能變成半人馬型態的守護騎士。
- 蒸籠包／セイローム：飛田展男聲

口頭禪是「丁字褲」。
セイローム的真正意義是指錫蘭高地紅茶。機體顏色為青色。秉持著騎士精神與敵人戰鬥。
得意技為以超速度攻擊的蒸籠包大電擊（セイローム大電擊）。
- 阿薩姆／アッサーム：梅津秀行聲

口頭禪是「甜酒茶」。
アッサーム的名稱由來是指阿薩姆紅茶。機體顏色為紅色。重視武士道精神的騎士。
得意技為以頭角攻擊的電磁劍火花（電磁剣スパーク）。

### 主教
能變成戰車形態的守護騎士。
- 紅豆湯／シルコーン：菅原淳一聲

口頭禪是「麻糬便當」。
シルコーン的名稱由來是指紅豆湯。機體顏色為紫色。擁有江戶男兒特質的騎士。
得意技為紅豆湯旋風（シルコーンタイフーン）。
- 善哉餅／ゼンザイン：中原茂聲

口頭禪是「紅豆奶油」。
ゼンザイン的名稱由來是指麻糬湯。機體顏色為綠色。大阪口音。八位守護騎士攻擊力最強者。
得意技為十字火炮攻擊。

### 城堡
守護騎士中唯一能合體的，「藍超人」和「梧桐人」可以合體為「雙超人」。
- 藍超人／ブルマン：真柴摩利聲

口頭禪是「抗扛抗」。
ブルマン的真正意義義是指藍山咖啡。機體顏色為咖啡色，雙胞胎哥哥。最討厭被人家嘲笑為小鬼。
- 梧桐人／キリマン：楢橋美紀聲

口頭禪是「抗扛抗」。
キリマン的真正意義是指吉力馬扎羅山咖啡。機體顏色為咖啡色，雙胞胎弟弟。
- 雙超人／ブレンドン：梁田清之聲

口頭禪是「抗扛抗」。
ブレンドン的名字由來為Blend咖啡豆。兩人合體後的巨大守護騎士。藍超人在上，梧桐人在下。擁有全守護騎士中最大的怪力。
武器為巨大棍棒雙頭重槌（ツインメイス）。

### 守護步兵
碰八兄弟／ポーン八兄弟
- ポーン一郎
- ポーン二郎
- ポーン三郎
- ポーン四郎
- ポーン五郎
- ポーン六郎
- ポーン七郎
- ポーン八郎

### 破壞戰士
破壞戰士原本也是守護騎士，但是後來被炸春捲控制。
黃金魔獸／ゴールドスケザーン
- 聲優：島田敏
- 註：很可能是基於「水戶黃門」中的助手阿助而來。

白銀魔獸／ゴールドカクザーン
- 聲優：鹽屋浩三
- 註：很可能是基於「水戶黃門」中的助手阿格而來。

虎徹／コテツーン
- 聲優：古田信幸
- 註：很可能是基於日本名刀「長曾彌虎徹」而來。

村正／ムラマッサン
- 聲優：小野健一
- 註：很可能是基於日本名刀「千子村正」而來。

葛蘭雪／ガラシャーン
- 聲優：鷹森淑乃
- 註：很可能是基於明智光秀之女「細川ガラシャ」而來。

卡佳娜／カスガーノ
- 聲優：水谷優子
- 註：很可能是基於女忍「春日（かすが）局」而來。

半藏／ハンゾーン
- 聲優：中村大樹
- 註：很可能是基於「服部半藏」而來。

才藏／サイゾーン
- 聲優：子安武人
- 註：很可能是基於「霧隱才藏」而來。

心劍／シンゲーン
- 聲優：大瀧進矢
- 註：很可能是基於「武田信玄」而來。

劍心／ケンシーン
- 聲優：小杉十郎太
- 註：很可能是基於「上杉謙信」而來。

### 破壞忍者
破壞忍者十兄妹／破壊忍者十兄妹
- 一忍者　聲優：松本保典
- 二忍者
- 三忍者
- 四忍者　聲優：高木涉
- 五忍者
- 六忍者
- 七忍者
- 八忍者
- 九忍者
- くの一っちゃん　聲優：本多知惠子

對ポーン八郎一見鍾情。

### 破壞四天王
東德門／トンデモン
- 聲優：笹岡繁蔵

破壞四天王之東天王，擁有念能力，能夠操縱死靈。
西貝達／シャーベッタ
- 聲優：安西正弘

破壞四天王之西天王，擅長使用分身術。
南空苦／ナンゴック
- 聲優：石丸博也

破壞四天王之南天王，擅長催眠術及幻術，說話語調及用詞像中國人。
北金谷／ペーキング
- 聲優：鈴置洋孝

破壞四天王之北天王，是破壞四天王中最強的，能使用讀心術。很可能是基於日語北京的发音。

## 各集標題
TV版
| 話數 | 日文標題                       | 中文標題                      | 劇本           | 演出               | 分鏡             | 作畫監督           |
| ---- | ------------------------------ | ----------------------------- | -------------- | ------------------ | ---------------- | ------------------ |
| 1    |                                | 霸王鮮果汁復活                | 小山高生       | 松本佳久           | 根岸弘           | 斉藤卓也、松尾慎   |
| 2    |                                | 正義的力量 聖光波             | 小山高生       | ますなりこうじ     | きしだひろあき   | 菅沼栄治           |
| 3    | ポッキンシティは腹ぺこだ!      | 寶金城挨餓記                  | あかほりさとる | 竹之內和久         | 竹之內和久       | 內山正幸           |
| 4    | ガハハ!ゴクロー山の爆笑扇      | 辛苦山的爆笑扇                | 千葉克彥       | 木下ゆうき         | 木下ゆうき       | 木下ゆうき         |
| 5    | バンビの頂上になぞなぞの嵐!    | 邦賓山山頂上的謎語暴風圈      | 小山高生       | 松本佳久           | 松本佳久         | 井上哲             |
| 6    | 熱血!?カンカン村でアッチッチ   | 熱血，在憤怒村熱昏了          | 塚本裕美子     | 雄谷將仁           | 雄谷將仁         | 松尾慎             |
| 7    | パカッ!頭に花さくニャイル河    | 開吧，頭頂長花的尼羅河地區    | 隅沢克之       | 細田雅弘           | 細田雅弘         | 內山正幸           |
| 8    | 迷って迷ってホラミッド!        | 迷失在金字塔中                | 柳川茂         | ますなりこうじ     | ますなりこうじ   | 菅沼栄治           |
| 9    | ゼンマイだらけのギアシティ!    | 都是發條在作怪的齒輪城        | 千葉克彥       | 村山靖             | きしだひろあき   | 斉藤卓也           |
| 10   | アララ？寢ぼけて寢ぼけて海の上 | 哎呀呀，在海上的夢話          | あかほりさとる | まつもとよしひさ   | まつもとよしひさ | 柳沢まさひで       |
| 11   | ヒック!本音ジュースにご用心    | 呃!小心真話果汁               | 隅沢克之       | まつもとよしひさ   | まつもとよしひさ | 井上哲             |
| 12   | リューグー村は老人パワー!?     | 龍宮村的老人威力!             | 塚本裕美子     | 細田雅弘           | 細田雅弘         | 內山正幸           |
| 13   | ダブルダブルでイースカー!?     | 雙胞胎？複製人？誰是誰？      | あかほりさとる | 藤本義孝           | 寺東克巳         | 松尾慎             |
| 14   | 登場!クィーンサイダロン        | 妖姬西打龍出場                | 柳川茂         | ますなりこうじ     | ますなりこうじ   | 菅沼栄治           |
| 15   | ハワイイ島のカメカメカ大王     | 夏威夷島的烏龜五鬼屋大王      | 小山高生       | まつもとよしひさ   | 寺東克巳         | 井上哲             |
| 16   | 走れラムネス!童話の森のワナ    | 衝啊，檸檬汽水 童話森林的陷阱 | 隅沢克之       | 細田雅弘           | 竹之內和久       | 內山正幸           |
| 17   | 美人はどっち？レスカ対ココア   | 誰是美女？鮮檸汁對抗可可亞    | 千葉克彥       | 吉田浩             | ますなりこうじ   | 安東信悅           |
| 18   | ワナワナ!逆襲のダ・サイダー    | 陷阱陷阱，蘋果酒的反擊        | 関島眞頼       | まつもとよしひさ   | まつもとよしひさ | ジャイアンツ       |
| 19   | ガンバレー!ミルクの子守り歌    | 加油，牛奶的搖籃曲            | 塚本裕美子     | 株本毅             | 寺東克巳         | 松浦尚之           |
| 20   | 見つけた!アンナモンコンナ門    | 找到了，小入口大天門          | 千葉克彥       | ますなりこうじ     | ますなりこうじ   | 菅沼栄治           |
| 21   | 輝け!守護騎士コンテス          | 好熱鬧，守護騎士選拔大賽      | あかほりさとる | ますなりこうじ     | ますなりこうじ   | 斉藤卓也           |
| 22   | 最高だミャー!タマQ…その愛      | 愛到最高點!蛋Q的戀情          | 隅沢克之       | 高橋直人、勝亦祥視 | 吉田浩           | 安東信悅           |
| 23   | ウソかマコトか？ラムネス伝説   | 檸檬汽水傳說，是真是假？      | 柳川茂         | 日下直義、岡田博   | 土蛇我現         | 広田正志           |
| 24   | 突入ホイホイ城!愛の戦士たち    | 愛的戰士們進攻匆匆城          | 千葉克彥       | 吉田浩             | 吉田浩           | 安東信悅           |
| 25   | 晴れ姿!三人娘の聖なる力        | 美麗的姿態 三個少女的神聖力量 | 千葉克彥       | まつもとよしひさ   | まつもとよしひさ | 斉藤卓也           |
| 26   | 必死の反撃!ダ・サイダー散る    | 致命的反擊，蘋果酒豁出去了    | あかほりさとる | ますなりこうじ     | ますなりこうじ   | 菅沼栄治           |
| 27   | ホイホイ城崩壊!さらばタマQ     | 匆匆城崩塌 再會了，蛋Q        | あかほりさとる | 高橋直人、勝亦祥視 | 根岸弘           | 千羽由利子         |
| 28   | まだ続くの!?破壊戦士現わる     | 還沒完嗎？破壞戰士出場        | 小山高生       | 日下直義、岡田博   | 寺東克巳         | 広田正志           |
| 29   | ヘビメタコ裏切りのバラード     | 蛇魚子的背叛敘事詩            | 柳川茂         | 吉田浩             | 吉田浩           | 安東信悅           |
| 30   | 代理戦爭!?命をかけたギャグ     | 代理戰爭，賭命笑話大賽        | 隅沢克之       | まつもとよしひさ   | まつもとよしひさ | 一ノ瀬つとむ       |
| 31   | 必殺!?破壊ニンジャ武芸帖       | 必殺，破壞戰士忍者武藝帖      | 千葉克彥       | 高橋直人、勝亦祥視 | ますなりこうじ   | 結城司             |
| 32   | テントチ塔!海中島の戦い        | 天道基塔，海中島之戰          | 三井秀樹       | 日下直義、岡田博   | 土蛇我現         | 広田正志           |
| 33   | ほらっホラー!枯れ木の森の怪    | 看啊，骷髏，枯葉森林之怪      | あかほりさとる | 吉田浩             | 吉田浩           | 結城司、松浦尚之   |
| 34   | リトルロマンス…君の名は!?      | 小小羅曼史．．．請問芳名      | 隅沢克之       | ますなりこうじ     | ますなりこうじ   | 菅沼栄治           |
| 35   | 交代劇!ひび割れた愛と友情      | 交換戲碼：分裂的愛與友情      | 柳川茂         | 安東信悅、勝亦祥視 | まつもとよしひさ | 千羽由利子         |
| 36   | 風に舞う!お花畑は危険地帯      | 飛舞在風中，花田是危險地帶    | 千葉克彥       | 日下直義、岡田博   | 土蛇我現         | 広田正志           |
| 37   | 大決戦!燃えろラムネス          | 大決戰!燃燒吧，檸檬汽水       | あかほりさとる | 高橋直人、勝亦祥視 | まつもとよしひさ | 千羽由利子         |
| 38   | 40集う!熱血パワーよ永遠に      | 大集合!永遠的熱血威力         | 小山高生       | ますなりこうじ     | 菅沼栄治         | 斉藤卓也、菅沼栄治 |

EX
| 話數 | 日文標題   | 中文標題 | 劇本           | 演出           | 分鏡           | 作畫監督 |
| ---- | ---------- | -------- | -------------- | -------------- | -------------- | -------- |
| 1    | 愛ふたたび | 再愛一次 | 隅沢克之       | ますなりこうじ | ますなりこうじ | 菅沼栄治 |
| 2    | 愛流されて | 流逝的愛 | 千葉克彥       | 加戸譽夫       | 田崎布夫       | 濱崎賢一 |
| 3    | 愛は勝つ   | 愛情勝利 | あかほりさとる | ますなりこうじ | ますなりこうじ | 菅沼栄治 |

DX
| 話數 | 日文標題                 | 中文標題                 | 劇本           | 演出     | 分鏡     | 作畫監督 |
| ---- | ------------------------ | ------------------------ | -------------- | -------- | -------- | -------- |
| 1    | 新たに旅立て愛の戦士たち | 踏上新的旅程，愛的戰士們 | 千葉克彥       | 開木菜織 | 開木菜織 | 江口壽志 |
| 2    | 愛の戦士たち過去へ…      | 愛的戰士們，回到過去     | 隅沢克之       | 後賀無蔵 | 後賀無蔵 | 熊谷哲矢 |
| 3    | 愛の戦士たち永遠に！     | 愛的戰士們，迎向永恆     | あかほりさとる | 藤本義孝 | 開木菜織 | 堀內修   |

## 主題曲
TV版
片頭曲
- 「熱血!!勇者ラムネス」（第1～28話）
- 主唱：草尾毅

- 「めざせ! 1番!!」（第29～38話）
- 主唱：草尾毅
- co：橫山智佐、松井菜櫻子、玉川紗己子

片尾曲
- 「男と女はパピプペポ」（第1～28話）
- 主唱：橫山智佐

- 「シアワセになるでんna」（第29～38話）
- 主唱：橫山智佐、松井菜櫻子、玉川紗己子

EX
片頭曲
- 「イクぜ!パワートリップ!!」
- 主唱：草尾毅
- co：橫山智佐、松井菜櫻子、玉川紗己子

片尾曲
- 「四種の神器」
- 主唱：橫山智佐、松井菜櫻子、玉川紗己子

DX
片頭曲
- 「飛び出せ! セーシュン」
- 主唱：草尾毅、矢尾一樹
- co：橫山智佐、松井菜櫻子、玉川紗己子

片尾曲
- 「ララバイ☆あ・げ・た・い」
- 主唱：林原めぐみ、三石琴乃

- 「トリプル・ロマンス」
- 主唱：横山智佐、玉川紗己子、松井菜桜子

插入曲
- 「闘え!!キングスカッシャー」
- 作詞:紅玉 作曲:乃沢大二郎 編曲:乃沢大二郎 歌:草尾毅

## 關連作品

### OVA
- NG騎士檸檬汽水&40 EX 畢克龐貝達城冒險 愛的狂瀾大作戰(NG騎士ラムネ&40EX ビクビクトライアングル 愛の嵐大作戦)
- NG騎士檸檬汽水&40 DX 擔心害怕空間 火焰大搜查戰(NG騎士ラムネ&40DX ワクワク時空 炎の大捜査戦)

### 漫畫
- NG騎士檸檬汽水&40 EX2 ユラユラ銀河帝國 大混戰（作者：中原れい）
- NG騎士檸檬汽水&40（作者：よしむらひでお）
- 熱血大作戦！！（作者：松秋あきら、奥谷かひろ、佐原一光、くら☆りっさ、影次ケイ、富本たつや、あらいずみるい、仲原れい、他）
- 熱血パワ―大冒険！！パロディ競作集（作者：あらいずみるい、せたのりやす、冬凪れく、MS-17、沙那、杉原みずえ、高都みんく、他）
- 熱血天空旅日記（作者：奥谷かひろ）※『天空戦記シュラト』同時収録

### 小說
小說除了あかほりさとる的著作外，其餘皆由角川書店發行。
- NG騎士檸檬汽水&40 EX ビクビクトライアングル 愛の嵐大作戰
- NG騎士檸檬汽水&40 外傳 ダ・サイダ─傳說
- NG騎士檸檬汽水&40 EX2 ユラユラ銀河帝國 大混戰
- NG騎士檸檬汽水&40 外傳2 ココアの戀の物語
- NG騎士檸檬汽水&40 EX3 ラスト・ラスト
- NG騎士檸檬汽水&40 外傳3 レスカの愛の物語
- NG騎士檸檬汽水&40 XX

### 廣播劇
- NG騎士檸檬汽水&40 EX2 ユラユラ銀河帝國 大混戰
- NG騎士檸檬汽水&40 DJスペシャル
- NG騎士檸檬汽水&40 DX ワクワク時空 炎の海賊盤

### 動畫關連續作
- VS騎士檸檬汽水&40炎